# Isopterygium delicatulum
Isopterygium delicatulum là một loài Rêu trong họ Hypnaceae. Loài này được (James) A. Jaeger mô tả khoa học đầu tiên năm 1878.